# 2019年航空
此條目列出2019年發生有關航空運輸的事件。

## 事件

### 1月
- 1月14日：發生2019年薩哈航空波音707航班事故，導致機上15人死亡，1人受重傷。
- 1月15日：穆爾西亞地區國際機場啟用，穆爾西亞-聖哈維爾機場隨即關閉。
- 1月21日：拉蒙機場啟用，原有的埃拉特機場則在3月18日關閉。
- 1月21日：發生2019年派珀PA-46馬里布飛機墜毀，導致機上1人死亡1人失蹤。
- 1月23日：廣西壯族自治區梧州市梧州西江機場啟用，原有的梧州長洲島機場隨即關閉。

### 2月
- 2月3日：四川省巴中市巴中恩陽機場啟用。
- 2月5日：日耳曼尼亞航空宣佈破產停航。
- 2月16日：英倫航空宣佈破產停航。
- 2月23日：發生亞特拉斯航空3591號班機空難，導致機上3人全部罹難。
- 2月24日：發生孟加拉航空147號班機劫機事件，劫機者死亡，1人受傷。
- 2月27日：發生2019年尼泊爾地旁莊直升機墜毀事故，導致機上7人全部罹難。

### 3月
- 3月12日：發生埃塞俄比亞航空302號班機空難，導致全機157人死亡。由於該事故與較早前的獅子航空610號班機空難有諸多相似之處，故此次日起兩次事件所牽涉的機型波音737 MAX在全球停飛。
- 3月12日：發生2019年中國海軍戰機海南墜毀事故，機上2人死亡。
- 3月28日：沃奧航空宣佈破產停航。

### 4月
- 4月17日：印度捷特航空宣佈停航。

### 5月
- 5月3日：發生邁阿密國際航空293號班機事故，導致21人受傷。
- 5月5日：發生俄羅斯航空1492號班機空難，導致41人死亡10人受傷。
- 5月8日：發生孟加拉航空60號班機事故，導致機上33人受傷。
- 5月13日：發生2019年喬治灣撞機事故，導致6人死亡10人受重傷。
- 5月20日：發生塔泉航空20號班機墜毀事故，導致機上2人死亡。

### 6月
- 6月3日：發生印度空軍安-32運輸機墜毀事件，導致機上13人全部罹難。
- 6月10日：發生2019年紐約市直升機撞樓事故，導致機上1人死亡。
- 6月24日：巴西哥倫比亞航空停航。
- 6月26日：朱恩航空停航，所有機組人員併入法國航空。
- 6月27日：發生安加拉航空200號班機事故，導致機上2人死亡22人受傷。

### 7月
- 7月9日：新行政首都附近的首都國際機場啟用。
- 7月14日：發生2019年于默奧GA8墜機事故，導致機上9人全部罹難。

### 8月
- 8月15日：發生烏拉爾航空178號班機事故，沒有人受傷。
- 8月16日：重慶市巫山縣重慶巫山機場啟用。

### 9月
- 9月6日：藍鷹航空宣佈破產停航。
- 9月12日：雷阿爾城國際機場（英语：Ciudad Real International Airport）重新啟用。
- 9月16日：四川省甘孜藏族自治州甘孜格薩爾機場啟用。上海市上海浦東國際機場上海浦東國際機場衛星廳及浦東機場捷運啟用。
- 9月2日：中部國際機場2號客運大樓啟用。
- 9月23日：法國特大航空宣佈停航。
- 9月26日：北京市大興區與河北省廊坊市交界的北京大興國際機場與北京南郊機場啟用，原有的北京南苑機場隨即關閉。
- 9月30日：亞德里亞航空宣佈破產停航。

### 10月
- 10月2日：秘魯人航空停航。
- 10月4日：發生2019年烏克蘭聯盟航空4050號班機事故（英语：Ukraine Air Alliance Flight 4050），導致5人死亡3人重傷。

### 11月
- 11月28日：香港國際機場二號客運大樓關閉並拆除。

### 12月
- 12月1日：馬法盧國際機場（英语：Maafaru International Airport）啟用。
- 12月5日：四川省宜賓市宜賓五糧液機場啟用，原來的宜賓菜壩機場隨即關閉。
- 12月9日：發生2019年智利空軍C-130墜毀事故，導致機上38人全部罹難。
- 12月27日：發生貝克航空2100號班機空難，導致機上13人死亡66人受傷。